# لي سيدول
لي سيدول (مواليد 2 مارس 1983) هو لاعب غو محترف سابق كوري جنوبي. في مارس 2016 لعب سلسلة من المباريات ضد ألفا غو انتهت بهزيمتة بنتيجة 4-1.